# Registre Espanyol d'estudis clínics
El Registre Espanyol d'estudis clínics (REec) és una base de dades pública que conté informació de tots els assajos clínics amb medicaments autoritzats a Espanya a partir de l'1 de gener de 2013.
El contingut del REec es regeix pels estàndards fixats en la matèria per l'Organització Mundial de la Salut. I, encara que és similar altres registres d'assajos clínics, el REec inclou un resum de la justificació de l'assaig en llenguatge no tècnic, per facilitar la comprensió de qualsevol ciutadà, i informació permanentment actualitzada sobre els centres participants i els pacients reclutats en cadascun d'ells.